# Alessandro Greco
Alessandro Greco (Grottaglie, 7 marzo 1972) è un conduttore televisivo, conduttore radiofonico e imitatore italiano.

## Biografia
Inizia la carriera come presentatore e imitatore in radio e TV private locali. Nel 1992 partecipa al concorso per nuovi talenti nel programma Stasera mi butto su Rai 2, senza vincere. Dal 1995 al 1996 è nel cast di Unomattina Estate come inviato e poco dopo conduce la seconda edizione del Seven Show in onda sul circuito Italia 7. Nel 1997 gli viene affidata la conduzione di Furore, game show musicale su Rai 2, e di Colorado su Rai 1. Nel 1998 partecipa come concorrente all'ultima puntata del programma di Canale 5 Beato tra le donne, dedicata ai soli concorrenti VIP, vincendola e ottenendo il titolo di "Beato tra le donne VIP 1998".
Nel 1999 conduce Portami al mare, fammi sognare con Laura Freddi e l’anno seguente presenta Una Canzone per te insieme a Federica Panicucci, due programmi trasmessi su Rai 2. Nel 2005 partecipa come concorrente al reality show La talpa su Italia 1 assieme alla moglie Beatrice Bocci.
Da gennaio 2008 conduce Chi c'è c'è, chi non c'è non parla, programma in cui raccoglie le lamentele e gli sfoghi degli ascoltatori, in onda su RTL 102.5 il sabato dalle 9:00 alle 11:00. Da gennaio 2009, sempre sulla stessa emittente, affianca Charlie Gnocchi e Ana Laura Ribas nella conduzione di No problem - W l'Italia, trasmissione in onda il venerdì, il sabato e la domenica dalle 11:00 alle 13:00 e a contatto con i radioascoltatori che vogliono promuovere le proprie attività o cercare l'anima gemella. Da gennaio 2010, sempre per RTL 102.5, affianca Charlie Gnocchi nel programma del weekend Shaker, in onda il sabato e la domenica dalle 17:00 alle 19:00.
Dal 7 settembre 2008 torna in Rai come conduttore della trasmissione Il gran concerto, un programma educativo a carattere musicale per i più giovani, curato da Raffaella Carrà e Sergio Japino, basato sul format spagnolo El Concertazo di TVE, in onda la domenica mattina su Rai 3, che si propone di far conoscere e divertire con la musica classica grazie alle esecuzioni dell'Orchestra Sinfonica Nazionale della RAI. Da settembre dello stesso anno è inoltre inviato di Raffaella Carrà per il programma Carràmba! Che fortuna. Dal 20 settembre 2009 presenta le nuove puntate de Il gran concerto, giunto alla seconda edizione.
Da febbraio 2010 inaugura la conduzione di un nuovo programma, Marcopolo Club, su Marcopolo. Il 10 settembre 2010 da Piazza Bra in Verona, presenta per Rai 2 la serata finale di Festival Show, affiancato da Veronica Maya. Dal 18 settembre successivo torna su Rai 3 con le nuove puntate della terza serie de Il gran concerto, culminate con uno speciale di Natale in prima serata su Rai 3, il 25 dicembre. Nell'estate 2011 conduce insieme a Lorena Bianchetti il Derby del cuore. Nell'estate 2012 conduce la cinquantacinquesima edizione del Festival di Castrocaro su Rai 1.
Nel 2014 entra a far parte del cast della quarta edizione di Tale e quale show. Da giugno 2015 conduce Effetto Estate con Benedetta Rinaldi e Rita Forte. A ottobre 2015 partecipa alle finali di Tale e quale show, arrivando settimo su 11 concorrenti. Il 31 marzo 2017 ritorna, dopo 16 anni, a condurre nuovamente Furore, assistito da Gigi e Ross.
Nella stagione televisiva 2017/2018 conduce il nuovo quiz di Rai 1 Zero e lode!, basato sul format inglese Pointless della BBC.
Dal 2018 inizia la sua attività di testimonial e televenditore per i prodotti Marion. Sempre come conduttore di televendite dal 2022 al 2024 è nel cast del programma comico di informazione Viva Rai2! nello spazio In Rai non si butta via niente.
Il 6 settembre 2019 conduce l'ottantesima edizione di Miss Italia su Rai 1 (dopo sette anni di assenza dall'ultima edizione del 2012). Nello stesso anno pubblica il suo primo libro, intitolato Ho scelto Gesù: un'infinita storia d'amore, scritto con sua moglie Beatrice Bocci; Greco si professa infatti cattolico. Nel gennaio del 2020 prende parte come concorrente al talent show Il cantante mascherato, condotto da Milly Carlucci, dove arriva in finale e si classifica al terzo posto.
Il 14 dicembre 2020 conduce l'ottantunesima edizione di Miss Italia. A causa del COVID-19 il programma è trasmesso solo in streaming sulla pagina ufficiale del concorso.
Dal 16 ottobre 2021 è alla conduzione del nuovo programma del mezzogiorno Dolce Quiz in onda su Rai 2.
Dal 3 giugno 2024 è alla conduzione del contenitore Unomattina Estate al fianco di Greta Mauro nel 2024 e di Carolina Rey nel 2025.
Nel 2025 conduce al fianco di Alina Liccione RossoTono Che Sera! su Telenorba.

## Vita privata
È legato sentimentalmente alla showgirl Beatrice Bocci, che ha sposato il 29 settembre 2008 con rito civile e il 6 aprile 2014 con rito religioso. La coppia ha due figli: Alessandra, figlia adottiva del conduttore nata da una precedente relazione della moglie, e Lorenzo.

## Programmi televisivi
- Stasera mi butto (Rai 2, 1992) concorrente
- Festival di Castrocaro (Rai 1, 1993, 2012) [12]
- Papaveri e papere (Rai 1, 1995)
- Unomattina Estate (Rai 1, 1995-1996, dal 2024) [13]
- Seven Show (Italia 7, 1996-1997)
- Furore (Rai 2, 1997-2001)
  - SuperFurore (Rai 2, 1998)
  - Dalla neve con Furore (Rai 2, 1999)
  - Il Furore dell'estate (Rai 2, 1999)
  - Furore 20 years (Rai 2, 2017)
  - Furore Summer (Rai 2, 2017)
- Colorado (Rai 1, 1997)
- Mezzanotte, angeli in piazza (Rai 1, 1997)
- Portami al mare, fammi sognare (Rai 2, 1999)
- Fammi sognare ancora... che domani c'è la scuola (Rai 2, 1999)
- La Kore nella Valle del Mito (Rete 4, 1999)
- Festival di San Marino (Telemontecarlo, TMC 2, 1999)
- Millennium - La notte del 2000 (Rai 1, Rai 2, Rai 3, 1999-2000) inviato
- Diario di una carriera (Rai 2, 2000)
- Una canzone per te (Rai 2, 2000)
- Tutti in piazza a Capodanno (Rai 1, 2000-2001)
- Buona Domenica (Canale 5, 2003-2004)
- Sale e pepe q.b. (Alice, 2003-2004)
- La talpa (Italia 1, 2005) concorrente
- Se citofonando (Italia 1, 2005)
- Il gran concerto (Rai 3, 2008-2011)
- Carramba! Che fortuna (Rai 1, 2008-2009) inviato
- Marcopolo Club (Marcopolo, 2010)
- Festival Show (Rai 2, 2010)
- Derby del cuore (Rai 2, 2011)
- Obiettivo Castrocaro (Rai 1, 2012)
- Tale e quale show (Rai 1, 2014) concorrente
  - Tale e quale show - Il torneo (Rai 1, 2014-2015) concorrente
  - Natale e quale - Speciale Telethon (Rai 1, 2022-2023) concorrente
  - Tale e quale Sanremo (Rai 1, 2024) concorrente
- Effetto Estate (Rai 1, 2015)
- Esserci sempre - Concerto della Polizia di Stato (Rai 1, 2015)
- Techetechete' (Rai 1, 2015) puntata 61
- Una voce per Padre Pio (Rai 1, 2016-2017)
- Zero e lode! (Rai 1, 2017-2018)
- Miss Italia (Rai 1, 2019)
- Telethon (Rai 1, 2019-2020)
- Il cantante mascherato (Rai 1, 2020) concorrente
- Dolce Quiz (Rai 2, 2021)
- Cook40' (Rai 2, 2022-2023)
- Viva Rai2! (Rai 2, 2022-2024) ospite ricorrente
- Meraviglioso Modugno Show (Rai 1, 2023)
- RossoTono Che Sera! (Telenorba, 2025)

## Web TV
- Miss Italia (YouTube, Facebook, 2020)
- Natale con The Chosen (YouTube, 2024)

## Programmi radiofonici
- Chi c'è c'è, chi non c'è non parla (RTL 102.5, 2008)
- No problem - W l'Italia (RTL 102.5, 2009-2022)
- Shaker (RTL 102.5, 2010)

## Pubblicità
- Malaguti Yesterday (1998)
- Marion (dal 2017)
- Unieuro (2021)

## Opere
- Alessandro Greco, Beatrice Bocci e Tiziana Lupi, Ho scelto Gesù: un'infinita storia d'amore, Roma, Rai Libri, 2019, ISBN 978-88-397-1783-2.